# Eugenie Willig
Eugenie Willig (* 8. September 1879 in Bietigheim; † 20. September 1954 in Göppingen) war eine deutsche Politikerin der Deutschen Demokratischen Partei (DDP). Im Jahr 1919 gehörte sie zu der kleinen Gruppe politisch aktiver Frauen, die in die insgesamt 150 Sitze umfassende Verfassunggebende Landesversammlung im neu entstandenen Volksstaat Württemberg gewählt wurden. Von 1919 bis 1920 war sie württembergische Landtagsabgeordnete und im Jahr 1945 Mitbegründerin der Demokratischen Volkspartei (DVP) in Stuttgart.

## Leben
Eugenie Willig wurde im September 1879 in der württembergischen Stadt Bietigheim, heute Stadtteil von Bietigheim-Bissingen, als Tochter des Stadtschultheißen und Standesbeamten Wilhelm Christoph Willig geboren. Sie arbeitete wie einige weitere Familienmitglieder in der Landeshauptstadt Stuttgart bei der Post. Im Stuttgarter Adressbuch des Jahres 1920 lautete ihre Berufsbezeichnung „Postgehilfin“.
Ihr besonderes Interesse galt frauenspezifischen Themen. Ein mehrseitiger Aufsatz Willigs, in welchem sie den Beruf der „Verkehrsbeamtin“ vorstellte, wurde 1913 in Eugenie von Sodens Werk Das Frauenbuch: eine allgemeinverständliche Einführung in alle Gebiete des Frauenlebens der Gegenwart veröffentlicht.
Willig engagierte sich auch politisch und war Mitglied der linksliberalen Deutschen Demokratischen Partei. Im Rahmen der Novemberrevolution in der Endphase des Ersten Weltkriegs gehörte sie ab November 1918 dem Arbeiterrat Groß-Stuttgart an und war als Mitglied der Wohnungskommission als Kontrollperson bei der Wohnungsrationierung tätig.

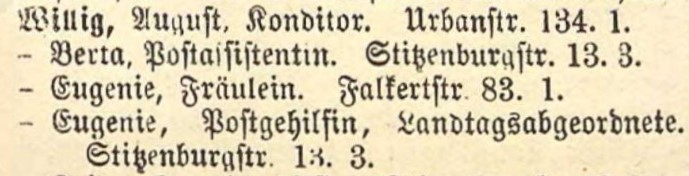
Eugenie Willig im Adreß-Buch der Landeshauptstadt Stuttgart 1920

Im Alter von 39 Jahren wurde sie bei der Landtagswahl am 12. Januar 1919 als eine von 13 Frauen in die Verfassunggebende Landesversammlung des Volksstaates Württemberg gewählt, die insgesamt 150 Sitze umfasste. Von Januar 1919 bis Juni 1920 war sie Mitglied des württembergischen Landtags. Sie setzte sich auch in dieser Zeit vor allem mit frauenspezifischen Fragen auseinander. Bei der folgenden Landtagswahl am 6. Juni 1920 konnte die DDP nur noch 15 Sitze gewinnen, und Willig gehörte in der Folgezeit nicht mehr dem Landtag an.
In der ersten Hälfte der 1920er Jahre hat Willig offenbar geheiratet; in den Passakten der Stadt Stuttgart aus dem Jahr 1926 wird sie als Eugenie Russ, geborene Willig, geführt. Als ihr letzter Dienstort wird „Bietigheim/Besigheim“ genannt. Danach verliert sich ihre Spur bis 1945.
Im September 1945 gehörte Eugenie Russ-Willig neben dem Rechtsanwalt Wolfgang Haußmann, dem Bäckermeister Karl Schwarz, dem Kaufmann Paul Ilg und dem Angestellten Kurt Haslsteiner zu den Gründungsmitgliedern der Demokratischen Volkspartei (DVP), der dritten Partei, deren Gründung nach dem Ende des Zweiten Weltkriegs in Stuttgart von der dortigen Militärregierung zugelassen wurde. Im Präsidium der DVP im Großraum Stuttgart übernahm Willig die Funktion der Beisitzerin. Wie Willig hatten alle Mitglieder des Präsidiums vor 1933 der Deutschen Demokratischen Partei (DDP) angehört.
Eugenie Russ-Willig lebte im Jahre 1945 in der Hohentwielstraße 51/1 im Stadtbezirk Stuttgart-Süd. Sie verstarb am 20. September 1954 in Göppingen, nur wenige Tage nach Vollendung ihres 75. Lebensjahres.